# باشگاه فوتبال شارلوت
باشگاه فوتبال شارلوت یک باشگاه فوتبال حرفه‌ای آمریکایی است که در شارلوت، کارولینای شمالی واقع شده‌است. این تیم در ام‌ال‌اس به عنوان عضوی از کنفرانس شرق لیگ شرکت می‌کند. این تیم متعلق به دیوید تپر است که در ۱۷ دسامبر ۲۰۱۹ امتیاز توسعه را دریافت کرد. این تیم در فصل ۲۰۲۲ ام‌ال‌اس به عنوان بیست و هشتمین تیم لیگ شروع به بازی کرد. شارلوت در ورزشگاه بنک آو آمریکا بازی می‌کند که با تیم فوتبال آمریکایی کارولاینا پنترز در لیگ ملی فوتبال که این تیم نیز متعلق به تپر می‌باشد، اشتراک دارد. ظرفیت ورزشگاه برای اکثر مسابقات به ۳۸٬۰۰۰ می‌رسد. بازی افتتاحیه آن‌ها ۷۴٬۴۷۹ تماشاگر داشت و رکورد ام‌ال‌اس برای حضور در مسابقات مستقل را به نام خود ثبت کرد.